# IPod Touch
iPod Touch er en iPod-model fra år 2007 (1. generation), 2008 (2. generation), 2009 (3. generation) og 2010 (4. generation) med en 3,5" trykfølsom skærm og indbygget WiFi (802.11b/g), som gør det muligt at udforske websider og YouTube. Den kan fås med 8, 32 og 64 GB. 16 GB-modellen bliver ikke længere produceret.

## Styresystemet
iPod Touch bruger iOS, hvilket er det samme styresystem som iPhone og iPad bruger. Apple TV bruger også iOS, men i en anden version.

## Udgaver
| Model         | Billede | Lagerkapacitet   | RAM    | Forbindelse                                          | Udgivelsesdato     | Laveste OS krævet       | Batterilevetid (timer) |
| ------------- | --- | ---------------- | ------ | ---------------------------------------------------- | ------------------ | ----------------------- | ---------------------- |
| 1. generation | iPod 1. generation | 8 GB 16 GB       | 128 MB | USB via Dock connector (FireWire for opladning only) | 5. september, 2007 | Mac: 10.4 Win: XP       | audio: 22 video: 5     |
| 1. generation | iPod 1. generation | 32 GB            | 128 MB | USB via Dock connector (FireWire for opladning only) | 5. februar, 2008   | Mac: 10.4 Win: XP       | audio: 22 video: 5     |
| 1. generation | Første iPod med Wi-Fi og Multi-Touch. Indeholder Safari og trådløs adgang til iTunes Store og YouTube. 32 GB-version tilføjet senere. iPhone OS 2.0 og App Store adgang kræver et opgraderingsgebyr. iOS softwareopdateringer understøttes ikke længere. |                  |        |                                                      |                    |                         |                        |
| 2. generation | iPod 2. generation | 8 GB 16 GB 32 GB | 128 MB | USB via Dock connector                               | 9. september, 2008 | Mac: 10.4 Win: XP       | audio: 36 video: 6     |
| 2. generation | Ny rund krom-bagside med Nike+, lydstyrkekontrolknapper og indbyggede højtalere. iPhone OS 2.0 og App Store-tilgængelighed tilføjet. Bluetooth tilføjet, men ikke gjort aktivt før iPhone OS 3.0, som kræver et opgraderingsgebyr. Understøttelse af ekstern mikrofon og fjernbetjening blev tilføjet.                                                             |                  |        |                                                      |                    |                         |                        |
| 3. generation | iPod 2G | 32 GB 64 GB      | 256 MB | USB via Dock connector                               | 9. september, 2009 | Mac: 10.4 Win: XP       | audio: 30 video: 6     |
| 3. generation | Større RAM, CPU og GPU fra iPhone 3GS; 32GB- og 64GB-modellerne understøtter Voiceover. Modellerne har en præinstalleret version af iOS 3.x, og kommer med høretelefoner med lydstyrkebetjeningsknapper og mikrofon. iOS 4 blev udgivet gratis til 3. generationsmodellerne den 21. juni 2010 og indeholdt Multitasking og understøttelse af skrivebordsbaggrunde. |                  |        |                                                      |                    |                         |                        |
| 4. generation | iPod 4. generation | 8 GB 32 GB 64 GB | 256 MB | USB via Dock connector                               | 8. september, 2010 | Mac: 10.5.8 Win: XP SP3 | audio: 40 video: 7     |
| 4. generation | Kamera på forsiden til brug i FaceTime; skærm opgraderet til at have Retina Display uden IPS-skærmen; tilføjet understøttelse af videotagning med 720p og 960 x 720px-fotos med enhedens bagsidekamera. Indeholder Apples A4-chip, en indbygget mikrofon og et gyroskop med tre akser. Kommer med iOS version 4.1.                                                 |                  |        |                                                      |                    |                         |                        |

## Batteriet
iPod Touchs batteri er et lithium-ion batteri. Det holder ca. 7 timer med videoafspilning, op til 40 timer ved afspilning af musik, 6 timers internet forbrug over Wi-Fi og 300 timers standby. 

## Jailbreaking
Jailbreaking gør det muligt at låse sin iPod Touch/iPhone op, så det er muligt at installere applikationer, som ikke er blevet godkendt af Apple. Udføres dette, forsvinder garantien, hvis den er købt hos Apple.

## Opdateringer
Da 1. generation af iPod Touch kom på markedet, havde den kun meget få præinstallerede programmer. Dette ændredes med udgivelsen af iPhone OS version 2.0, som senere blev inkluderet på alle 2. generations iPod Touch.
Så er der iOS 5.1.1, som både virker på iPhone, iPad og iPod Touch.
Det sidste nye er iOS 6, som den nye iPhone 5 og Ipod 5 bruger, og som kan hentes til iPod Touch(1,2,& 4) , og iPad.